# NGC 5829
NGC 5829 ist eine 13,1 mag helle Spiralgalaxie vom Hubble-Typ Sc im Sternbild Bärenhüter und etwa 250 Mio. Lj von der Milchstraße.
Halton Arp gliederte seinen Katalog ungewöhnlicher Galaxien nach rein morphologischen Kriterien in Gruppen. Diese Galaxie gehört zu der Klasse Spiralgalaxien mit einem Begleiter niedriger Flächenhelligkeit auf einem Arm (Arp-Katalog). Mit seinem scheinbaren Begleiter IC 4526 bildet NGC 5829 das Objekt Arp 42, sowie mit PGC 53702, PGC 53703 und PGC 53720 die Hickson Compact Group 73.
Sie wurde am 11. Mai 1882 von Édouard Stephan entdeckt.